# Тшебуш
Тшебуш (пол. Trzebusz, нім. Triebs) — село в Польщі, у гміні Тшеб'ятув Ґрифицького повіту Західнопоморського воєводства.
Населення — 652 особи (2011).
У 1975-1998 роках село належало до Щецинського воєводства.

## Демографія
Демографічна структура станом на 31 березня 2011 року:
|          | Загалом | Допрацездатний вік | Працездатний вік | Постпрацездатний вік |
| -------- | ------- | ------------------ | ---------------- | -------------------- |
| Чоловіки | 335     | 69                 | 245              | 21                   |
| Жінки    | 317     | 62                 | 185              | 70                   |
| Разом    | 652     | 131                | 430              | 91                   |